# 曼利 (內布拉斯加州)
曼利（英語：Manley）是位於美國內布拉斯加州卡斯縣的村。

## 人口
根據2020年美國人口普查的數據，曼利的面積為0.29平方千米，皆為陸地。當地共有人口167人，而人口密度為每平方千米576人。